# Afshan Azad
Afshan Azad (Mánchester, 12 de febrero de 1988) es una actriz británica de ascendencia bangladesí, más conocida por interpretar a Padma Patil en las películas de Harry Potter.

## Filmografía
- 2005 - Harry Potter y el cáliz de fuego
- 2007 - Harry Potter y la Orden del Fénix
- 2009 - Harry Potter y el misterio del príncipe
- 2010 - Harry Potter y las Reliquias de la Muerte: parte 1
- 2011 - Harry Potter y las Reliquias de la Muerte: parte 2